# Carex iynx
Espèce
Classification phylogénétique
Carex iynx est une espèce des plantes du genre Carex et de la famille des Cyperaceae.